# The Leech
The Leech è un cortometraggio del 1915 diretto da Kenean Buel e interpretato da Alice Joyce e Guy Coombs.

## Trama
Trama e critica su Stanford University

## Produzione
Il film in due rulli fu prodotto dalla Kalem Company.

## Distribuzione
Il film - un cortometraggio in due bobine - venne distribuito nelle sale statunitensi il 18 gennaio 1915 dalla General Film Company.